# Ernestine Federn
Ernestine Federn (* 1848 in Wien; † 9. Februar 1930 ebenda) war eine österreichische Schulgründerin, Malerin und Vereinsfunktionärin.

## Leben
Ernestine Federn geb. Spitzer war die Tochter des Wiener Textilhändlers Benjamin Spitzer und dessen zweiter Ehefrau Jeanette Spitzer. Sie war die einzige Tochter und wuchs mit zwei Halbbrüdern aus der ersten Ehe des Vaters auf. Im Jahr 1867 heiratete sie den siebzehn Jahre älteren Arzt Josef Salomon Federn (1831–1920), der im Prager jüdischen Ghetto aufgewachsen war. Josef Salomon Federn führte eine renommierte Hausarztpraxis in Wien und beschäftigte sich mit der Erforschung des Bluthochdrucks. Die Ehe wurde im Wiener Stadttempel, einer großen Synagoge, geschlossen. Das Ehepaar hatte sechs Kinder. Ernestine Federn oblag die Führung eines Haushalts, bei dem zwanzig Personen beim Abendessen keine Seltenheit darstellten. Das Haus Federn war ein Zentrum des sozialen und intellektuellen Lebens in Wien. Ernestine Federn widmete sich der Malerei und war Schülerin der Landschaftsmalerin Tina Blau-Lang (1845–1916). Ernestine Federn war zudem mit der Frauenrechtlerin Marianne Hainisch (1839–1936) bekannt und war zunächst im Wiener „Verein soziale Hilfe“ tätig. Gemeinsam mit ihrem ältesten Sohn Karl begründete Ernestine Federn später die „Kunstschule für Frauen und Mädchen“ und betätigte sich in der Schulleitung. Weitere Mitinitiatorinnen der Kunstschule waren Olga Prager (1872–1930) sowie Rosa Mayreder (1858–1938) und Tina Blau-Lang. Ernestine Federn wollte Mädchen und Frauen an die bildende Kunst heranführen, ohne dass Privatunterricht bezahlt werden musste. Tatkräftig unterstützte Ernestine Federn zudem ihre Tochter Else im „Verein Wiener Settlement“. Sie leitete über zwanzig Jahre lang, zuerst gemeinsam mit der Frauenrechtlerin Marie Lang (1858–1934), danach jedoch selbstständig die Mütterabende des Vereins und organisierte Vorträge und Veranstaltungen. Im Alter zog das Ehepaar Federn zu Tochter Else in die Räumlichkeiten des „Vereins Wiener Settlement“.

### Kinder und Enkelkinder
Der älteste Sohn des Ehepaares Federn war der spätere Jurist und Historiker Karl Federn (1868–1943), gefolgt vom späteren Nationalökonomen Walther Federn (1869–1949) sowie dem Psychoanalytiker Paul Federn (1871–1950). Nach Paul erblickte die spätere Fürsorgerin und Vereinsfunktionärin des Verein Wiener Settlement, Else Federn (1874–1946) das Licht der Welt. Es folgten der spätere Buchhändler und Schriftsteller Robert Federn (1878–1959) sowie die Schriftstellerin und Spanienkämpferin Marietta Federn (1883–1951). Zu den Enkelkindern gehörten der Psychoanalytiker Ernst Federn (1914–2007) (Sohn von Paul Federn) sowie der Hochschullehrer für Maschinenbau Klaus Federn (1910–2014) (Sohn von Robert Federn). Der Enkel Hans Federn (Sohn von Marietta Federn) gehörte der Résistance an und wurde 1944 in Frankreich in einem Gefecht getötet.

## Veröffentlichungen (Auswahl)
- Ernestine Federn: Die Kunstschule für Frauen und Mädchen : Jahresbericht. In: Der Bund, Jg. 1 (1906), Nr. 4, 8–9. Digitalisat
- Ernestine Federn: Zehn Jahre Kunstschule. In: Der Bund, Jg. 3 (1908), Nr. 4, 6–7. Digitalisat
- Federn, Ernestine: Das Rote Kreuz und die Genfer Konvention. In: Der Bund, Jg. 9 (1914), Nr. 9, 12–13. Digitalisat
- Federn, Ernestine: Über Rassenhygiene : Vortrag von Dora Teleky. In: Der Bund, Jg. 6 (1911), Nr. 1, 10–12. Digitalisat